# HMS Zubian
HMS Zubian був есмінцем типу «Трайбл» Королівського флоту під час Першої світової війни, сконструйованим з носової частини «Зулу» та задньої і середньої частини «Нубіан». Ці два есмінці були сильно пошкоджені наприкінці 1916 р. Замість того, щоб утилізувати обидва корпуси, Адміралтейство наказало використати їх для побудови нового корабля. Він увійшов до складу флоту у червні 1917 року. Назва Zubian — це об'єднання імен кораблів -«донорів».
За останні два роки війни «Зубіан» активно використовувався у складі Дуврського патруля. Есмінець потопив німецький підводний човен UC-50-50 у лютому 1918 року під час патрулювання в Ла-Манші. Наприкінці квітня корабель взяв участь у Першому рейді на Остенде в якості супроводу сил для обстрілу. Після війни Zubian був проданий на брухт і утилізований до грудня 1919 року.